# جيمس ماكبيك
جيمس ماكبيك (بالإنجليزية: James McPake)‏ (24 يونيو 1984 في المملكة المتحدة - ) هو لاعب كرة قدم بريطاني في مركز الدفاع. شارك مع منتخب أيرلندا الشمالية لكرة القدم. أما مع النوادي، فقد لعب مع كوفنتري سيتي ونادي هيبرنيان ونادي دندي ونادي غرينوك مورتون ونادي ليفينغستون لكرة القدم.

## وصلات خارجية
- جيمس ماكبيك على موقع قاعدة بيانات كرة القدم.إي يو (الإنجليزية)
- جيمس ماكبيك على موقع ناشيونال فوتبول تيمز (الإنجليزية)
- جيمس ماكبيك على موقع Soccerbase.com (لاعب) (الإنجليزية)
- جيمس ماكبيك على موقع Soccerway.com (الإنجليزية)
- جيمس ماكبيك على موقع عالم كرة القدم.نت (الإنجليزية)